# آن سكستون
آن سكستون (اسمها عند الولادة: آن غراي هارفي، 9 نوفمبر 1928 - 4 أكتوبر 1974)، وهي شاعرة أمريكية عُرفت بكتابتها للشعر الطائفي الشخصي. فازت بجائزة بوليتزر للشعر لكتابها «عِش أو مُت». يروي شعرها صراعها الطويل مع الاكتئاب، ونزعتها الانتحارية، وتفاصيل حميمية لحياتها الشخصية، متضمنةً علاقتها بزوجها وأطفالها، التي زُعم لاحقًا بأنها اعتدت عليهم جسديًا وجنسيًا.

## طفولتها وعائلتها
ولدت آن سكستون باسم آن غراي هارفي في نيوتن، ماساتشوستس. لأمها ماري غراي هارفي (1901-1959)، وأباها رالف تشرشل هارفي (1900-1959). لها أختين، جاين إليزابيث (هارفي) جيلوس، وبلانش دينغلي (هارفي) تايلور. وقضت معظم طفولتها في بوسطن. عام 1945، التحقت آن بمدرسة روجرز هول الداخلية في لوويل ماساشوستس، بعد قضائها سنة في مدرسة غارلاند. عملت عارضةً لوكالة بوستنز هارت فترةً من الوقت. في 18 أغسطس من عام 1948، تزوجت من ألفريد مولر سكستون، واستمر زواجهما حتى عام 1973. ورُزقت بطفلتها الأولى، ليندا غراي سكستون، عام 1953. ورُزقت بطفلها الثاني، جويس لاد سكستون، بعدها بسنتين.

## الشعر
عانت سكستون من اضطراب ثُنائي القطب لفترة طويلة من حياتها، بدأت فترة معاناتها الأولى في عام 1954، وبعد فترتها الثانية، قابلت الطبيب مارتن أورن، الذي أصبح معالجها النفسي لفترة طويلة في مستشفى غلينسايد، وهو من شجّعها على كتابة الشعر.
قاد جون هولمز أول ورشة لكتابة الشعر حضرتها سكستون، وقد ارتابت من فكرة التسجيل للصف، فطلبت من صديقة لها أن تتصل وأن ترافقها إلى صفوفها. تلقّت تشجيعًا مباشرًا على قصائدها، وقد قُبل عدد منها في مجلاتٍ كمجلة ذا نيويوركر، ومجلة هاربرز، ومجلة ساترداي ريفيو. درست سكستون لاحقًا مع روبرت لويل في جامعة بوسطن، جنبًا إلى جنب مع الشاعرة سيلفيا بلاث والشاعر جورج ستاربوك. كتبت سكستون لاحقًا مرثية تمجّد فيها صداقتها مع سيلفيا بلاث عام 1963 بعنوان «موت سيلفيا». نُشرت مجموعتها الشعرية الأولى بعنوان «إلى الجنون ونصف العودة» عام 1960، تضمّنت قصيدتها «من هذا النوع» -التي استخدمت فيها الساحرات المُضطهدات- مجازًا عن الظلم الذي تتعرض له المرأة في المجتمعات الأبوية.
شجّع مرشدها الشاعر و. د. سنودغراس مسيرتها الشعرية، الذي كانت قد قابلته في مؤتمر الكاتب في أنطاكية عام 1957. ألهمتها قصيدته «إبرة القلب»، التي كان موضوعها عن فراقه لابنته البالغة من العمر ثلاث سنوات. قرأت سكستون القصيدة أول مرة حينما كانت ابنتها الصغرى تعيش مع زوجة أبيها. وفي المقابل، كتبت قصيدتها بعنوان «الصورة المزدوجة»، التي تعرض علاقة الأم مع ابنتها عبر الأزمان. بدأت سكستون بكتابة الرسائل لسنودغراس، وأصبحا صديقين. 
اجتمعت آن بماكسين كومن حين كانت تعمل مع جون هولمز، وأصبحتا صديقتين، واستمرت صداقتهما لبقيّة حياتها. كانت كل من آن وماكسين تنتقدان أعمال بعضهما بصرامة، وكتبتا أربعة كتب للأطفال معًا. في نهاية الستينيات، أصبحت العوامل النفسية لمرض آن تؤثر في عملها، مع ذلك استمرت بالكتابة والنشر وتقديم قراءات لشعرها. تعاونت مع موسيقيين وأسسوا فرقة جاز/روك وسُميت «هير كايند»، التي لحّنت شعرها. أنتِجت مسرحيتها بعنوان «شارع الرحمة» عام 1969 بعد تنقيحها وكانت من بطولة ماريان سيلدس. تعاونت سكستون مع الفنانة باربارا سوان التي أضافت رسومًا لبعض كتبها.
خلال اثني عشرة سنة من النتاج الشعري، أصبحت من أكثر الشعراء الأمريكيين تقديرًا، وحائزة على جائزة بوليتزر، وعضوة في الجمعية الملكية للأدب، وأول امرأة تصبح عضوةً في جمعية فاي بيتا كابا التابعة لهارفارد.

## موتها
في الرابع من أكتوبر عام 1974، حظيت سكستون بغداءٍ مع كومن لمراجعة وتنقيح مخطوطتها لقصيدة «التجديف الرهيب نحو الرب»، وقررت أن تنشرها في مارس 1975. في طريق عودتها إلى المنزل، ارتدت معطف والدتها القديم، وخلعت جميع خواتمها، سكبت لنفسها كأسًا من الفودكا، وحبست نفسها في مرأبها، وشغلت محرك السيارة، وأنهت حياتها بالتسمم بغاز أحادي أوكسيد الكاربون.
في مقابلةٍ قبل نحو سنة من موتها، فسَّرت بأنها كتبت المسودات الأولى لقصيدتها «التجديف الرهيب نحو الرب» قبل عشرين يومًا، في يومين من اليأس وثلاثة أيام في مستشفى الأمراض العقلية. وقالت بأنها لن تسمح بأن تُنشر قصائدها قبل موتها. دُفنت في مقبرة فورست هيلز في جامايكا بلاين، في بوسطن، ماساتشوستس.

## بعض أعمالها
- رواية غير مكتملة-بدات في الستينات من القرن العشرين
- ليلة النجوم (1961)
- كل ما عندي من الأشياء الجميلة (1962)
- عيش أم تموت (1966) - حائز على جائزة بوليتزر عام 1967
- قصائد الحب (1969)
- التحولات (1971)
- كتاب الحماقة (1972)
- دفاتر الموت (1974)
- التجديف النكراء نحو الله (1975؛ بعد وفاتها)
- شارع الرحمة 45 (1976؛ بعد وفاته)
- آن سكستون: بورتريه ذاتي في الحروف (1977؛ بعد وفاتها)
- كلمات للدكتوري. (1978 ؛ بعد وفاتها)
- لا نجمة الشر: مقالات مختارة ومقابلات ونثر، حرره ستيفن إي

## روابط خارجية
- آن سكستون على موقع الموسوعة البريطانية (الإنجليزية)
- آن سكستون على موقع ميوزك برينز (الإنجليزية)
- آن سكستون على موقع إن إن دي بي (الإنجليزية)
- آن سكستون على موقع ديسكوغز (الإنجليزية)
- آن سكستون في المنزل على يوتيوب على يوتيوب (فيديو)
- آن سيكستون  مركز هاري رانسوم  في بجامعة تكساس في أوستن